# Zollgrenzschutz
Zollgrenzschutz var 1937-1945 det tyska tullverkets gränsbevakning vilken utövade gränsövervakning och gränskontroll vid såväl det Tyska rikets gränser, som vid de ockuperade ländernas statsgränser samt mellan det ockuperade Frankrike och den fria zonen i Frankrike.

## Tillkomst
Heinrich Himmlers ambitioner att utvidga sitt maktområde även över gränsövervakning och gränskontroll ledde till att Zollgrenzschutz bildades som en egen myndighet 1937. Motivet var att riksfinansministern Schwerin von Krosigk fortsatt skulle ha kontroll över dessa funktioner. Himmler fick dock igenom att en under Gestapo lydande gränspolis skulle inrättas. Gränskontrollen kom därför att utövas av två myndigheter, gränsbevakningen och gränspolisen.

## Krigsinsats
Under kriget användes gränsbevakningen för gränsövervakning i de flesta ockuperade länder. De numerärt största insatserna gjordes i det ockuperade Frankrike med 10 000 man och i generalguvernementet med 7 000 man. Zollgrenzschutz verkade även vid den norska riksgränsen mot Sverige. Med tiden fick gränsbevakningen allt viktigare militära uppgifter; den användes för bevakning av militärt och ekonomiskt viktiga objekt, som lyssnarposter och i strid med partisaner. Den kom delvis även att användas som frontförband, särskilt i krigets slutskede då man led stora förluster.

## Gränsbevakningsreserven
Mobiliseringsplaneringen före kriget innebar att ett antal i gränsområdena boende värnpliktiga av äldre årgånger överfördes från Wehrmacht till Zollgrenzschutz, som det förstärkta gränsövervakningsväsendet (Verstärkter Grenzaufsichtsdienst), senare gränsbevakningsreserven (Zollgrenzschutz-Reserve), som fylldes på med överåriga tjänstepliktiga.

## Organisation
Zollgrenzschutz var underställd Riksfinansministeriet, med generalinspektören för gränsbevakningen som högste ansvarig tjänsteman. Efter 20 juli-attentatet underställdes dock myndigheten Reichssicherheitshauptamt. Vid Nürnbergprocessen frikändes den från delaktighet i Gestapos brott.

## Personal

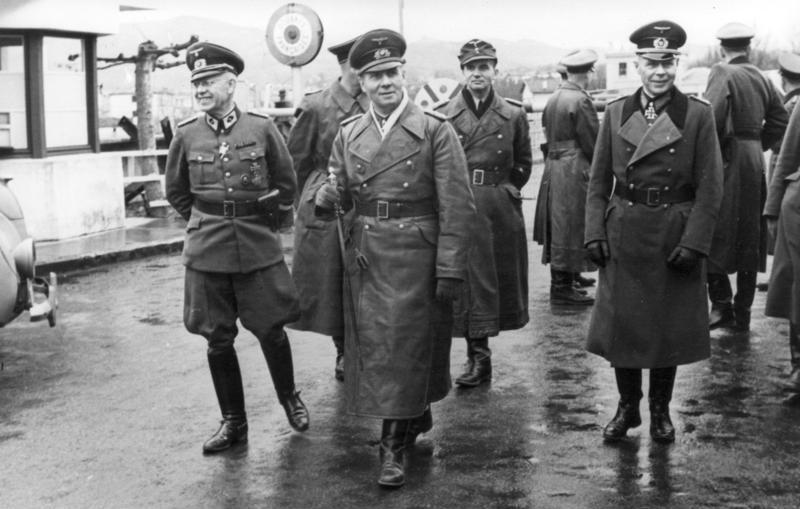
Längst till vänster ses en högre tjänsteman vid gränsbevakningen.

### Personalstyrka
| År   | Tjänstemän | Gränsbevaknings- reserven | I de ockuperade länderna rekryterad hjälppersonal |
| ---- | ---------- | ------------------------- | ------------------------------------------------- |
| 1940 | 18 000     | 32 000                    | 0                                                 |
| 1941 | 20 000     | 32 000                    | 0                                                 |
| 1942 | 19 000     | 39 000                    | 0                                                 |
| 1943 | 40 000     | 40 000                    | 3 000                                             |
| 1944 | 42 000     | 42 000                    | 4 000                                             |

Källa: 

### Tjänstebenämningar
| Lägre tjänstemän                                 | Lägre mellantjänstemän          | Högre mellantjänstemän          | Högre tjänstemän                        | Likställd med           | Svensk motsvarighet                                                      |
| ------------------------------------------------ | ------------------------------- | ------------------------------- | --------------------------------------- | ----------------------- | ------------------------------------------------------------------------ |
| Zollgrenzangestellter                            | -                               | -                               | -                                       | Schütze                 |                                                                          |
| Zollwachtmeister                                 | -                               | -                               | -                                       | Gefreiter Obergefreiter | Tullvakt                                                                 |
| Zolloberwachtmeister                             | -                               | -                               | -                                       | Underoffizier           | Kustvakt                                                                 |
| Zollbetriebsassistent Hilfszollbetriebsassistent | -                               | -                               | -                                       | Feldwebel               | Förste kustvakt                                                          |
| -                                                | Zollassistent Hilfzollassistent | -                               | -                                       | Oberfeldwebel           | Tulluppsyningsman                                                        |
| -                                                | Zollsekretär Hilfzollsekretär   | -                               | -                                       | Stabsfeldwebel          | Tullöver- uppsyningsman                                                  |
| -                                                | Oberzollsekretär                | -                               | -                                       | Leutnant                | Tullmästare                                                              |
| -                                                | -                               | Zollinspektor                   | -                                       | Oberleutnant            | Kammarskrivare                                                           |
| -                                                | -                               | Oberzollinspektor               | Regierungsassessor Regierungsrat        | Hauptmann               | Tullkontrollör                                                           |
| -                                                | -                               | Zollamtmann Zollrat Oberzollrat | Regierungsrat                           | Major                   | Förste tullkontrollör Tullöverkontrollör Tullöverinspektör Byråinspektör |
| -                                                | -                               |                                 | Oberregierungsrat                       | Oberstleutnant          | Byrådirektör                                                             |
| -                                                | -                               |                                 | Ministerialrat                          | Oberst                  | Byråchef                                                                 |
| -                                                | -                               | -                               | Generalinspekteur des Zollgrenzschutzes | Generalleutnant         | Generaldirektör                                                          |

- Personal med prefixet Hilfs- tillhörde gränsbevakningsreserven.
- Källa: [3]